# Лиственка
Ли́ственка (рос. Лиственка) — присілок у складі Бабушкінського району Вологодської області, Росія. Входить до складу Рослятінського сільського поселення.

## Населення
Населення — 7 осіб (2010; 15 у 2002).
Національний склад (станом на 2002 рік):
- росіяни — 100 %